# مدارس الرياض
مدارس الرياض، بالإنجليزية (Riyadh schools)، هي مدارس تضم جميع المراحل الدراسية تقع بشارع الأمير فهد بن سلمان بن عبد العزيز آل سعود بحي النموذجية بمدينة الرياض، المملكة العربية السعودية. تأسست المدارس عام 2002م، وهي من المدارس القديمة والكبيرة في مدينة الرياض.

## تاريخها
تأسست مدارس الرياض عام 2002م، وقبل 40 عام كان المقر الرئيسي لها في حي عليشة أمن أقدم أحياء مدينة الرياض واليوم تتربع على مساحات كبيرة في حي المؤتمرات الراقي بمباني بنيت على نفقة الملك الراحل فهد بن عبد العزيز، وحظيت المدارس منذ نشأتها بموافقة خادم الحرميين الشريفيين الملك سلمان بن عبد العزيز على الرئاسة الفخرية للمدارس وهو المشهود له بالحكمة وبعد النظر ومواكبة متطلبات الحياة ومستجدات العصر.

## الرسالة
اعداد جيل ذو فكر وخلق عالي قادر لتحقيق الرؤيا وخدمة المجتمع

## الأهداف
- تعزيز القيم الإسلامية والمباديء
- تعزيز الثقافة السعودية
- توفير بيئة آمنة ماديًاو إجتماعيًا وفكريًأ

## وصلات خارجية
- مدارس الرياض